# Rally Liepāja de 2018
El Rally Liepāja de 2018, oficialmente 6. Rally Liepāja, fue la sexta edición y la octava y última ronda de la temporada 2018 del Campeonato de Europa de Rally. Se celebró del 12 al 14 de octubre y contó con un itinerario de doce tramos sobre tierra que sumaban un total de 205,83 km cronometrados.
El ganador de la prueba fue el ruso Nikolay Gryazin quien consiguió su segunda victoria consecutiva de la temporada y la segunda en esta prueba. Fue acompañado en el podio por el británico, Chris Ingram que consiguió su segundo podio consecutivo y por el sueco Fredrik Åhlin que consiguió su primer podio en el ERC. Con esta victoria, Gryazin obtuvo el título en el ERC Junior U28 y además conssiguió el subcampeonato europeo.

## Itinerario
| Día                     | Tramo | Nombre                           | Distancia | Ganador de la etapa | Automóvil      | Tiempo  | Líder de la general |
| ----------------------- | ----- | -------------------------------- | --------- | ------------------- | -------------- | ------- | ------------------- |
| Día 1 (12 de octubre)   | -     | LATVIJAI 100 (Shakedown)         | 3.02 km   | Łukasz Habaj        | Škoda Fabia R5 | 1:33.3  | -                   |
| Día 2 (13 de octubre)   | SS1   | Neste 1                          | 10.81 km  | Nikolay Gryazin     | Škoda Fabia R5 | 5:20.7  | Nikolay Gryazin     |
| Día 2 (13 de octubre)   | SS2   | LDZ Cargo 1                      | 21.95 km  | Nikolay Gryazin     | Škoda Fabia R5 | 10:28.3 | Nikolay Gryazin     |
| Día 2 (13 de octubre)   | SS3   | Ramirent                         | 21.89 km  | Nikolay Gryazin     | Škoda Fabia R5 | 10:55.1 | Nikolay Gryazin     |
| Día 2 (13 de octubre)   | SS4   | Neste 2                          | 10.81 km  | Nikolay Gryazin     | Škoda Fabia R5 | 5:12.6  | Nikolay Gryazin     |
| Día 2 (13 de octubre)   | SS5   | LDZ Cargo 2                      | 21.95 km  | Nikolay Gryazin     | Škoda Fabia R5 | 10:09.1 | Nikolay Gryazin     |
| Día 2 (13 de octubre)   | SS6   | Škoda                            | 24.14 km  | Chris Ingram        | Škoda Fabia R5 | 11:49.2 | Nikolay Gryazin     |
| Día 3 (14 de octubre)   | SS7   | Canon Biznesa Centrs- IB Serviss | 6.53 km   | Nikolay Gryazin     | Škoda Fabia R5 | 3:07.9  | Nikolay Gryazin     |
| Día 3 (14 de octubre)   | SS8   | SIXT rent a car 1                | 18.35 km  | Nikolay Gryazin     | Škoda Fabia R5 | 9:06.6  | Nikolay Gryazin     |
| Día 3 (14 de octubre)   | SS9   | SIXT rent a car 2                | 18.35 km  | Nikolay Gryazin     | Škoda Fabia R5 | 8:54.3  | Nikolay Gryazin     |
| Día 3 (14 de octubre)   | SS10  | Port of Liepāja                  | 15.77 km  | Fredrik Åhlin       | Škoda Fabia R5 | 7:24.4  | Nikolay Gryazin     |
| Día 3 (14 de octubre)   | SS11  | Loc                              | 10.29 km  | Fabian Kreim        | Škoda Fabia R5 | 5:38.7  | Nikolay Gryazin     |
| Día 3 (14 de octubre)   | SS12  | Liepāja                          | 24.99 km  | Fredrik Åhlin       | Škoda Fabia R5 | 11:56.7 | Nikolay Gryazin     |
| Fuente:ewrc-results.com |       |                                  |           |                     |                |         |                     |

## Clasificación final
| Pos.                     | Piloto          | Copiloto          | Automóvil      | Equipo                       | Tiempo    | Puntos |
| ------------------------ | --------------- | ----------------- | -------------- | ---------------------------- | --------- | ------ |
| 1                        | Nikolay Gryazin | Yaroslav Fedorov  | Škoda Fabia R5 | Sports Racing Technologies   | 1:40:14.5 | 25+14  |
| 2                        | Chris Ingram    | Ross Whittock     | Škoda Fabia R5 | Toksport WRT                 | +43.3     | 18+10  |
| 3                        | Fredrik Åhlin   | Joakim Sjöberg    | Škoda Fabia R5 | Fredrik Åhlin                | +48.8     | 15+10  |
| 4                        | Fabian Kreim    | Frank Christian   | Škoda Fabia R5 | Škoda Auto Deutschland       | +57.0     | 12+10  |
| 5                        | Łukasz Habaj    | Daniel Dymurski   | Škoda Fabia R5 | Rallytechnology              | +1:56.1   | 10+5   |
| 6                        | Filip Mareš     | Jan Hloušek       | Škoda Fabia R5 | ACCR Czech Team              | +2:25.7   | 8+4    |
| 7                        | Rhys Yates      | Elliott Edmondson | Škoda Fabia R5 | Rhys Yates                   | +3:42.8   | 6+1    |
| 8                        | Orhan Avcioglu  | Burcin Korkmaz    | Škoda Fabia R5 | Toksport WRT                 | +7:29.0   | 4      |
| 9                        | Tom Kristensson | Henrik Appelskog  | Opel Adam R2   | ADAC Opel Rallye Junior Team | +8:38.4   | 2      |
| 10                       | Mārtiņš Sesks   | Renars Francis    | Opel Adam R2   | ADAC Opel Rallye Junior Team | +8:59.1   | 1      |
| Fuente: ewrc-results.com |                 |                   |                |                              |           |        |